# Xiprer de Leyland
El xiprer de Leyland (Cupressus x leylandii) és una espècie de conífera de la família Cupressaceae, fruit de la hibridació de dues altres espècies de xiprer, Cupressus macrocarpa i Cupressus nootkatensis.

## Característiques
És un arbre de creixement ràpid i de fulla persistent molt usat en jardineria per fer tanques i alineacions. Aquests arbres poden arribar a fer 15 m d'alt en només 16 anys. Presenten de manera natural el murgonat, que en aquest cas és la multiplicació asexual de les branques inferiors quan arriben a tocar a terra.

## Història
El 1845, el banquer Christopher Leyland va comprar la finca Leighton Hall Powys a la família Corbett de Shropshire. El 1847, aquest comprador la va regalar al seu nebot John Naylor (1813-1889), que va reestructurar tota la finca.
Naylor va comissionar Edward Kemp, un alumne de Sir Joseph Paxton, per reordenar els jardins amb diverses espècies de coníferes nord-americanes que per creuament (hibridació) van crear el xiprer de Leyland.